# Nature Reviews Cardiology
Nature Reviews Cardiology, abgekürzt Nat. Rev. Cardiol., ist eine wissenschaftliche Fachzeitschrift, die von der Nature Publishing Group herausgegeben wird. Die Erstausgabe erschien im November 2004. Bis zum März 2009 hieß die Zeitschrift Nature Clinical Practice Cardiovascular Medicine. Derzeit werden zwölf Ausgaben im Jahr publiziert. Die Zeitschrift veröffentlicht Übersichtsartikel aus allen Bereichen der Kardiologie.
Der Impact Factor des Journals lag im Jahr 2014 bei 9,183. Nach der Statistik des ISI Web of Knowledge wird das Journal mit diesem Impact Factor in der Kategorie Herz-Kreislaufsystem an sechster Stelle von 123 Zeitschriften geführt.
Chefherausgeber ist Bryony Mearns, der beim Verlag angestellt ist.